# Álvaro Clarke
Álvaro Eduardo Clarke de la Cerda (13 de febrero de 1962) es un economista, investigador, consultor y político democratacristiano chileno, exsuperintendente de Valores y Seguros durante el gobierno del presidente Ricardo Lagos.

## Biografía
Hijo de Jaime Eduardo Clarke Díaz y de la cosmetóloga Pamela Manuela de la Cerda Artola, estudió en la Escuela Municipal de la comuna de Las Condes y después en el Liceo 11 Rafael Sotomayor, de la misma comuna. Es ingeniero comercial con mención en economía y licenciado en ciencias económicas de la Universidad de Chile, a la que ingresó en 1983. También cursó un doctorado en economía de la Universidad de Lovaina, en Bélgica, aunque no lo terminó.
En 1986 presidió el centro de alumnos de su carrera, acompañado por Alberto Arenas en la vicepresidencia, luego director de Presupuestos de Michelle Bachelet. La suya era la primera directiva de oposición a la dictadura militar que lideraba Augusto Pinochet.
Su primer trabajo profesional fue en el Centro de Estudios para el Desarrollo (CED), cuando Edgardo Boeninger le encargó un estudio sobre concertación social, política y económica.
Fue secretario ejecutivo del Comité de Mercado de Capitales  y posteriormente subsecretario de Hacienda en el Gobierno del presidente Eduardo Frei Ruiz-Tagle.
Al asumir Lagos fue llamado a ejercer como superintendente de Valores y Seguros. Desde esta posición lideró la denominada Ley de OPAs (Oferta pública de adquisición) y Gobiernos corporativos (Ley 19.705) y la reforma de Mercado de Capitales l (MK l, Ley 19.768), que modernizó la regulación de fondos mutuos, fondos de inversión, securitización y xompañías de seguros.
Tras su renuncia a la SVS en 2003, en medio del escándalo por el caso Inverlink, se dedicó principalmente a sus dos grandes apuestas: la empresa consultora Clarke y Asociados y la clasificadora de riesgo ICR.
Fue también director de Metro, la eléctrica Colbún, Ferrocarriles del Estado y la sanitaria Esval.
En 2006 integró la Comisión Presidencial de Reforma Previsional, conocida como Comisión Marcel, que propuso cambios al sistema previsional chileno. En 2008 fue nombrado por Bachelet como presidente de Consejo Técnico de Inversiones, instancia que aconseja el régimen de inversión de los fondos de pensiones.
Participó en los equipos programáticos de Frei Ruiz-Tagle en su fallido intento por llegar nuevamente al Gobierno en 2010.
Está casado en segundas nupcias desde 1999 con la descendiente italiana Luigina Paola Ghidini García.